# Café pendiente

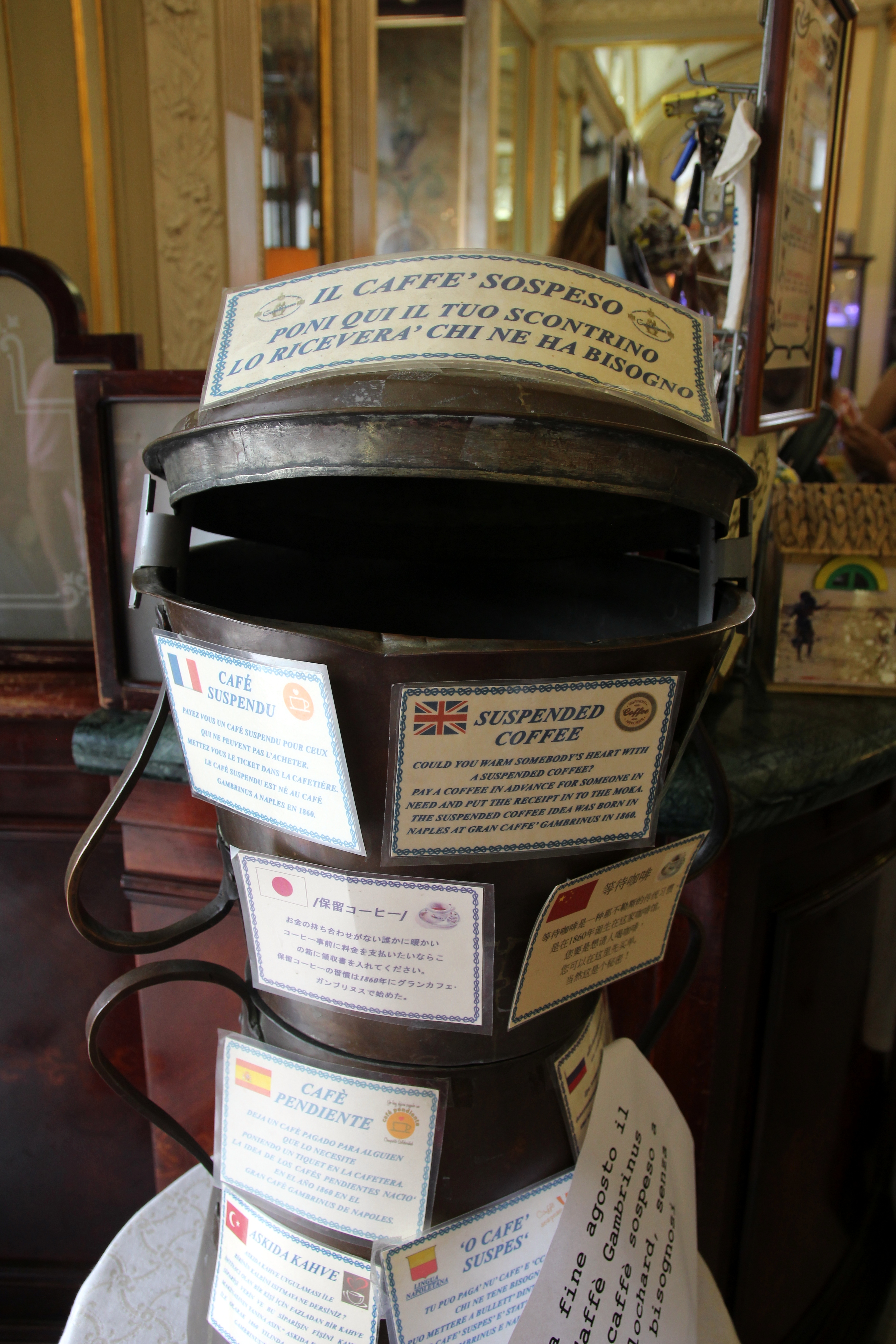
Caja de donaciones de cafés pendientes en una cafetería en Nápoles.

Café pendiente (en napolitano: cafè suspiso; en italiano: caffè sospeso [kafˈfɛ soˈspeːzo]) es una práctica filantrópica que tuvo sus orígenes en Nápoles, Italia. La idea supone una cadena de consumiciones de café. El consumidor paga el suyo primero y deja pagado uno o varios más en carácter de "pendientes" para quienes no puedan pagarlo. Cuando las personas sin recursos económicos preguntan si hay algún café pendiente, si es el caso se le invita a un café que pagó previamente otro consumidor. Gracias a la inmensa difusión de estas prácticas mediante las redes sociales, se ha llegado a difundir en varios lugares del mundo.
La idea nació hace más de un siglo en Nápoles, Italia, y hoy en día sigue habiendo bares que la ponen en práctica. Cuando un obrero tenía algo que celebrar, bebía un café y dejaba otro ‘caffè sospeso' para quien viniese luego y no pudiese pagarlo. Un acto de solidaridad completamente anónimo para quien lo recibe.
Cualquier local puede sumarse a la iniciativa sin más que anunciarlo a sus clientes.

## Argentina
La ciudad de Río Cuarto en la provincia de Córdoba, Argentina ha sido la primera localidad de ese país en adherirse por ordenanza municipal a esta práctica. El Consejo Deliberante de esa ciudad cordobesa confirmó que está adherida a la modalidad de dejar pago un café para que sea consumido por quienes no tienen recursos económicos. 
Gracias a las redes sociales, esta práctica ya "se ha extendido a varios países, con muy buena respuesta de la gente", expresaba la concejal socialista Viviana Yawny al momento de presentar el proyecto, que el Concejo Deliberante de Río Cuarto confirmó estos días.
"Esta acción recién comienza, y necesita de difusión para que más personas dejen cafés pendientes, y se generen lazos solidarios partiendo de los pequeños gestos, quienes lo conocen saben que es una buena idea", continúa en sus explicaciones.
Tras la aprobación del proyecto, la Subsecretaría de Desarrollo Social lo implementará invitando a todos los locales gastronómicos y quienes estén interesados, recibirán todo el material identificatorio, a fin de que los clientes sepan que allí pueden colaborar.
Además, se confirmó que se colocará una urna identificada con el logo de "Café pendiente" donde se depositarán los importes correspondientes a los cafés donados, luego en colaboración y coordinación con la Subsecretaría de Promoción Social los bares adheridos elegirán los lugares (instituciones, vecinales, copas de leche, iglesias u otros) a los efectos de llevar los cafés pendientes". Sin embargo, a diferencia de la propuesta original, los café dejados pendientes en los locales no podrán ser consumidos en dichos lugares.
En tanto, varios locales gastronómicos de Capital Federal y Gran Buenos Aires se sumaron a la propuesta. Recientemente, varios locales gastronómicos localizados en Necochea y Quequén también se sumaron a la propuesta.

## Chile
Durante abril de 2013 un grupo de 3 jóvenes diseñadores y comunicadores fundan el capítulo chileno. Piden a Argentina ayuda para el uso de la identidad y la marca y reciben toda la colaboración y la información de ellos.
Durante los siguientes días compran el dominio cafependiente.cl, crean y adaptan contenidos y comienzan la difusión en las redes sociales: en Facebook desarrollan una página UnCafePendienteChile y en Twitter @cafependiente_ en las que rápidamente se distribuyen mensajes, ampliando la comunidad de personas que conocen la iniciativa. 
Muy pronto logran, gracias a la Sala Espacio Taukare (enlace roto disponible en Internet Archive; véase el historial, la primera versión y la última)., una cafetería en la V región de Chile, la primera en adherir. En los siguientes meses, mediante la difusión de canales de tv, en prensa y radio y principalmente gracias a las personas que colaboran activamente, más de 15 cafeterías adheridas oficialmente.
En Google Maps, la agrupación mantiene un mapa actualizado con los diversos lugares y direcciones que se mantienen en la agrupación. Mapa de locales adheridos en Chile.
En enero de 2014 se organiza el Primer Encuentro de Voluntarios de Café Pendiente Chile, en el que se discutirán y asignarán zonalmente tareas y colaboradores.

## México
"No les podemos cambiar la vida, pero sí les cambiamos su día"
En septiembre de 2013, y después que se difundiera el cuento de Tonino Guerra en las redes sociales, Fabiola Kun puso manos a la obra, y comenzó a impulsar la iniciativa de una forma más formal y estructurada, montando el sitio www.cafependiente.org.mx. Recibió ayuda de las impulsoras en Argentina y Perú, en cuestión de información, logos y diseños. Afortunadamente la iniciativa ha tomado mucha fuerza y ha contado con una aceptación sorprendente de la sociedad mexicana. Con la ayuda de redes sociales y medios de comunicación, para julio del 2014, ya cuenta con una red de 600 voluntarios, 52 coordinadores estatales y de ciudades, así como muchos valientes dueños de establecimientos interesados. A 10 meses de haber iniciado esta aventura, México ya cuenta con 550 cafeterías, fondas, taquerías, loncherías participando, traducidos en aprox. 22,000 cafés o platillos entregados al mes. 
El nombre es Café Pendiente, sin embargo involucra los platillos que sirva la cafetería o restaurante: tacos, tortas, sopas, ensaladas, tostadas, etc. 
El tema de la confianza es muy importante para la iniciativa, pues los comensales confían en que el establecimiento los entregue a gente en situación de calle o pobreza extrema. Para tal efecto, el establecimiento debe de tener a la vista un pizarrón anunciando los cafés o platillos pagados y los entregados. Cada establecimientos se compromete por medio de firmar los Principios y de poner a la vista el logo (una taza de café con un corazón en color rosa mexicano) así como un póster explicando la dinámica. 
Empiezan a fluir muchas historias de inclusión, solidaridad y confianza en torno a Café Pendiente en México www.cafepediente.org.mx FB - Cafe Pendiente México @mxcafependiente

## Película
En 2017 se estrenó el filme documental Café pendiente dirigido por Rolando Santos y Fulvio Iannuci, inspirado en esta modalidad de filantropía.